# Hollis Liverpool
Hollis Liverpool, pseudoniem: Chalkdust (Chaguaramas, 5 maart 1941), is een zanger, schrijver en wetenschapper uit Trinidad. Hij zingt sinds 1967 calypso's, waarvan hij er meer dan 300 opnam.

## Studie en academische carrière
Chalkdust behaalde zijn Ph.D. in Geschiedenis en Etnomusicologie aan de Universiteit van Michigan. Hij is assistent-professor Geschiedenis aan de Universiteit van de Maagdeneilanden. Daarnaast geeft hij seminars en workshops in geschiedenis en cultuur van de calypsomuziek. Hij was hoofd van het Trinity College.

## Trinidad's Calypso Monarch-competitie
Chalkdust won acht keer de competitie van Trinidad's Calypso Monarch. Zijn winnende songs waren:
- 1976: Three Blind Mice en Ah Put on Meh Guns Again
- 1977: Juba Dubai en Shango Vision
- 1981: Ah Can't Make en My Kind of Worry
- 1989: Chauffeur Wanted en Carnival Is the Answer
- 1993: Kaiso Sick in de Hospital en Misconceptions
- 2004: Fish Monger en Trinidad in the Cemetery
- 2005: I in Town Too Long en Ah Doh Rhyme
- 2009: Doh Touch My Heart

## Onderscheiding
Liverpool ontving in 2007 de Prins Claus Prijs binnen het thema Cultuur en conflict. De jury van het Prins Claus Fonds eerde hem vanwege zijn "uitstekende muziek en sociale kritiek, voor zijn belangrijke bijdragen aan de studie en ontwikkeling van de calypso en voor het kweken van een ruimte van vrijheid en expressie waarin het voor mensen mogelijk is samen te leven in moeilijke omstandigheden.